# Леандро Тату
Леандро Тату (порт. Leandro Tatu, нар. 26 квітня 1982, Віторія) — бразильський футболіст, нападник клубу «Бангкок Юнайтед».
Виступав, зокрема, за клуб «Стяуа».

## Ігрова кар'єра
У дорослому футболі дебютував 2004 року виступами за команду клубу «Інтернасьйонал». 
Згодом з 2004 по 2011 рік грав у Португалії за команди клубів «Навал», «Лейшойнш», «Авеш», «Пасуш ді Феррейра», «Санта-Клара» та «Бейра-Мар».
Своєю грою за останню команду привернув увагу представників тренерського штабу клубу «Стяуа», до складу якого приєднався 2011 року. Відіграв за бухарестську команду наступні три сезони своєї ігрової кар'єри, проте виходив на поле украй нерегулярно.
До складу клубу «Бангкок Юнайтед» приєднався 2014 року. Відтоді встиг відіграти за бангкокську команду 54 матчі в національному чемпіонаті.

## Титули і досягнення
- Чемпіон Румунії (1):

«Стяуа»: 2012-13
- Володар Суперкубка Румунії (1):

«Стяуа»: 2013
- Чемпіонат світу (U-17): 1999